# オニプレートトカゲ
オニプレートトカゲ（Broadleysaurus major）は、爬虫綱有鱗目カタトカゲ科Broadleysaurus属に分類されるトカゲ。本種のみでBroadleysaurus属を構成する。別名オオプレートトカゲ。

## 分布
エスワティニ、エチオピア、エリトリア、ガーナ、カメルーン、ケニア東部、コンゴ民主共和国北部、ザンビア北部、ジンバブエ、ソマリア、タンザニア、中央アフリカ共和国、トーゴ、ナイジェリア、ベナン、ボツワナ、マラウイ、南アフリカ共和国、モザンビーク

## 形態
最大全長48cm。種小名のmajorは「大きな」の意でオオプレートトカゲの別名もあるが、プレートトカゲ属の最大種ではない。脇腹は襞状に折り畳まれている。
頭部は中程度。

## 分類
以前は旧カタトカゲ属Gerrhosaurusに分類され、西部個体群を背面の体色が黒く黄色い斑点が入る亜種G. m. bottegoiとして分ける説もあった。2013年に発表されたカタトカゲ科の核DNAやミトコンドリアDNAの分子系統解析から、本種が別属であるオナガカタトカゲ属Tetradactylusやヨロイカタトカゲ属Cordylosaurusよりも初期に分岐した系統であるという解析結果が得られた。そのため本種のみで、新属Broadleysaurusを構成する説が提唱された。属名Broadleysaurusは、Donald George Broadleyへの献名。この解析では亜種G. m. bottegoiが基亜種に含まれるという解析結果も得られたため、亜種G. m. bottegoiを基亜種のシノニムとする（亜種を認めない）説も提唱されている。

## 生態
サバンナ等に生息する。地表棲。昼行性。岩の隙間やシロアリの蟻塚等で暑さが厳しかったり外敵に襲われると地面にあいた穴やシロアリの蟻塚に潜って逃げる。
食性は雑食で、昆虫類、節足動物、小型爬虫類、小型哺乳類、花、果実等を食べる。
繁殖形態は卵生。1回に2-4個の卵を湿った地面に産む。

## 人間との関係
ペットとして飼育されることもあり、日本にも輸入されている。ほぼ野生個体のみが安価で流通し、流通量も多い。性格は大人しく大型化しない等の理由からトカゲ飼育の入門種として紹介されることもある。テラリウムで飼育される。餌としてコオロギやジャイアントミルワーム、ピンクマウス、果実、野菜等を与える。飼育下では雑食トカゲ用の人工飼料等にも餌付く。餌に対してはカルシウム剤等のサプリメントを振りかけて栄養価を上げる。飼育下での繁殖例はあるものの、繁殖方法は未だ確立していない。